# Comanthera paepalophylla
Comanthera paepalophylla är en gräsväxtart som först beskrevs av Silveira, och fick sitt nu gällande namn av L.R.Parra och Ana Maria Giulietti. Comanthera paepalophylla ingår i släktet Comanthera, och familjen Eriocaulaceae.

## Underarter
Arten delas in i följande underarter:
- C. p. paepalophylla
- C. p. strigosa